# Bruno Brazil
Bruno Brazil é o personagem que dá nome à série homónima de banda desenhada franco-belga do gênero aventura, criada por Greg (argumento) e William Vance (desenhos).
Bruno faz parte da elite dos serviços americanos de informações e de contra-espionagem, conhecido como o Brigada Caimão. Foi inicialmente serializado na revista Franco-Belgian comics  Tintin , aparecendo pela primeira vez em 17 de janeiro de 1967.

## Personagens
- Bruno Brazil: o chefe da equipa
- Gaucho Morales: um antigo gangster, recrutado pelos seus talentos e contactos
- Whip Rafale: especialista no uso do chicote, antes de se juntar ao grupo trabalhou num circo
- Texas Bronco: fort comme un bœuf, il participait à des rodéo avant d'être recruté
- Billy Brazil: o irmão mais novo de Bruno Brazil, acabado de sair da academia militar
- Lafayette chamado "Big Boy": um ex-jockey
- Tony Nomade chamado "Le Nomade": chegou para substituir Big Boy quando ele desapareceu nos arrozais (7º álbum)
- O Coronel L: o superior de Bruno Brazil, já eram conhecidos antes das aventuras da Brigada Caimão

## Álbuns

### Em Portugal
Editados pela Livraria Bertrand
- Batalha no Arrozal
- A Noite dos Chacais
- Sarabanda em Sacramento - Abril de 1977